# Ostrobotnia
L'Ostrobotnia (Österbotten in svedese, Pohjanmaa in finlandese) è una provincia della Finlandia ed è parte della regione storica dell'Ostrobotnia. Confina con la Satakunta, l’Ostrobotnia Meridionale e l’Ostrobotnia Centrale.
La percentuale di abitanti di lingua svedese è circa il 52%. I comuni della regione sono tutti bilingui eccetto tre comuni monolingui svedesi (Korsnäs, Larsmo e Närpes) e tre monolingui finlandesi (Laihia, Vähäkyrö e Isokyrö). La maggioranza parla svedese in tutti i comuni eccetto Isokyrö, Kaskinen, Laihia, Vasa e Vähäkyrö.

## Amministrazione
Come la gran parte delle altre province finlandesi, l’Ostrobotnia è governata da due diversi enti:
- la Federazione dell’Ostrobotnia (Pohjanmaan liitto) è la confederazione dei comuni, con un Consiglio provinciale nominato dai consiglieri comunali, e una relativa Giunta provinciale. Il suo compito è gestire le competenze comunali su un ambito spaziale più ampio e condiviso.
- l’Area di benessere dell’Ostrobotnia (Pohjanmaan hyvinvointialue) è l’ente sanitario provinciale, creato nel 2022 e con un Consiglio eletto direttamente dai cittadini, che tramite la relativa Giunta gestisce gli ospedali e i servizi assistenziali.[1]

Il primo ente è quello che nomina il direttore provinciale.
La provincia era inclusa nella Finlandia Occidentale, oggi soppressa. 

## Elenco dei comuni dell'Ostrobotnia
Nell'Ostrobotnia vi sono 14 comuni, di cui sei sono città. Nella seguente lista le città sono evidenziate in neretto.
| Nome nella lingua maggioritaria | Nome nella lingua minoritaria | Popolazione | Popolazione di lingua svedese | Popolazione di lingua finlandese |
| ------------------------------- | ----------------------------- | ----------- | ----------------------------- | -------------------------------- |
| Isokyrö                         |                               | 5.007       | 0.6 %                         | 98.9 %                           |
| Jakobstad                       | Pietarsaari                   | 19.673      | 56.4 %                        | 40.2 %                           |
| Kaskinen                        | Kaskö                         | 1.472       | 28.1 %                        | 68.1 %                           |
| Korsholm                        | Mustasaari                    | 18.260      | 70.2 %                        | 28.7 %                           |
| Korsnäs                         |                               | 2.230       | 91.2 %                        | 3.2 %                            |
| Kristinestad                    | Kristiinankaupunki            | 7.278       | 56.6 %                        | 42.2 %                           |
| Kronoby                         | Kruunupyy                     | 6.718       | 83.3 %                        | 15.6 %                           |
| Laihia                          |                               | 7.753       | 1.0 %                         | 98.3 %                           |
| Larsmo                          |                               | 4.698       | 92.5 %                        | 6.5 %                            |
| Närpes                          |                               | 9.494       | 88.4 %                        | 5.8 %                            |
| Nykarleby                       | Uusikaarlepyy                 | 7.473       | 89.3 %                        | 8.1 %                            |
| Pedersöre                       | Pedersören kunta              | 10.820      | 90.1 %                        | 9.0 %                            |
| Vaasa                           | Vasa                          | 58.607      | 24.8 %                        | 69.8 %                           |
| Vörå                            | Vöyri                         | 6.720       | 82.1 %                        | 12.4 %                           |

## Il nome geografico
Sebbene l'Ostrobotnia sia solamente la parte sud-occidentale della regione storica dell'Ostrobotnia, essa ne ha preso il nome esatto. Proprio per evitare questa confusione il Ministero degli Interni aveva proposto il nome Ostrobotnia costiera (Kust-Österbotten in svedese e Rannikko-Pohjanmaa in finlandese), ma la giunta provinciale ha respinto la proposta.
L'attuale Ostrobotnia non usa comunque lo stesso stemma della regione storica, che è invece usato in una versione molto simile nell'Ostrobotnia settentrionale.